# Fanny Meyer (Puppenspielerin)
Fanny Meyer, verheiratet Fanny Heineberg (geboren am 7. Juni 1905 in Köln; gestorben vermutlich 1943 im KZ Auschwitz) war eine deutsche Puppenspielerin.

## Leben
Fanny Meyer war die Tochter von Ludwig Meyer und Cäcilie Meyer, geb. Schiffer. Sie hatte einen fünf Jahre jüngeren Bruder Leo. Sie wuchs in der Kölner Südstadt auf. Nach dem Besuch der Schauspielschule in Köln schloss sie sich als Puppenspielerin dem Ensemble des Hänneschen-Theaters an. Dort spielte sie jahrelang die Rolle der Bestemo (auch als Bestemoder oder Mariezebell bekannt).
1933 war Meyer die einzige jüdische Künstlerin am Hänneschen-Theater. Als städtische Einrichtung wurde das Theater aufgefordert, seine jüdischen Angestellten zu melden. Da nur Meyers Vater Jude war, ihre Mutter jedoch katholisch, erhielt sie zunächst die Erlaubnis, weiter am Hänneschen-Theater zu arbeiten, allerdings wurde ihr 1935 gekündigt. Das 1936 neu gegründete Kölner jüdische Marionetten-Theater war danach Meyers einzige Möglichkeit, als Puppenspielerin zu arbeiten.
1938 heiratete Fanny Meyer den Dekorateur Lothar Heineberg. Anfang der 1940er Jahre arbeitete Meyer in einer Kölner Kartonagenfabrik, vermutlich als Zwangsarbeiterin.
1942 wurden sie und ihr Ehemann ins „Judenlager“ Köln-Müngersdorf deportiert, von dort aus einige Zeit später nach Auschwitz. Ihre letzte Postkarte an ihren Vater schrieb Fanny Meyer von dort am 3. März 1943. Danach verliert sich ihre Spur. Ihre Mutter Cäcilie Meyer konnte untertauchen und so der Verfolgung entgehen. Ihr Vater Ludwig Meyer wurde 1944 ebenfalls nach Auschwitz deportiert. Er erlebte die Befreiung des Lagers, starb aber ein Jahr später an den dort erlittenen Gesundheitsschäden.
Fanny Meyers Leben verarbeitete Marina Barth in ihrem historischen Roman Lumpenball, der 2017 erschien. Das Hänneschen-Theater ehrte Fanny Meyer im selben Jahr mit einer nach ihr benannten Puppe.
Anlässlich des 222. Gründungstages des Hänneschen-Theaters im Jahre 2024 brachte der Karnevalsverein Kölsche Kippa Köpp 2023 einen Sessionsorden heraus, der ein Porträt von Fanny Meyer an der Seite ihrer Spielpuppe Mariezebell zeigt.